# Поликарпов, Дмитрий Алексеевич
Дми́трий Алексе́евич Полика́рпов (21 мая 1905, деревня Княжево[уточнить], Новгородская губерния, Российская империя — 1 ноября 1965, Москва) — советский партийный и государственный деятель, заведующий отделом культуры ЦК КПСС (1955—1962, 1965). Известность получил как организатор публичной травли писателя, лауреата Нобелевской премии Бориса Пастернака. Считается, что к нему была изначально обращена ставшая затем крылатой фраза Сталина: «Других писателей у меня для товарища Поликарпова нет, а другого Поликарпова мы писателям найдем».

## Биография
Родился в крестьянской семье.
В 1948 году окончил Московский областной педагогический институт (исторический факультет, заочно), в 1948 г. — Высшую партийную школу при ЦК ВКП(б) (заочно), в 1950 г. — Академию общественных наук при ЦК ВКП(б). Кандидат исторических наук (1948).
С 1923 года на комсомольской и партийной работе. Политинструктор уездного военкомата в Устюжне Череповецкой губернии (1923); секретарь волостного комитета комсомола; председатель городского совета Устюжны (1924—1925); заведующий Бабаевским районным отделом образования Ленинграда; заведующий Мурманским городским отделом образования (1935—1936); заведующий Ленинградским областным отделом образования (1936—1939).
В 1939—1944 гг. — заведующий отделом и заместитель начальника Управления пропаганды и агитации ЦК ВКП(б).
В 1941—1945 гг. — председатель Всесоюзного радиокомитета.
В 1944—1946 гг. — секретарь правления Союза писателей СССР.
В 1950—1951 гг. — заместитель директора, с 1951 по 1954 год — директор Московского государственного педагогического института им. В. И. Ленина.
В 1954—1955 гг. — секретарь Московского горкома КПСС.
В 1955 г. — секретарь правления Союза писателей СССР.
В 1955—1962 гг. — заведующий Отделом культуры ЦК КПСС.
В 1962—1965 гг. — заместитель заведующего Идеологическим отделом ЦК КПСС.
В 1965 г. — заведующий Отделом культуры ЦК КПСС.
Член РКП(б) с 1924 г. Член Центральной ревизионной комиссии КПСС (1956—1961). Кандидат в члены ЦК КПСС (1961—1965). Депутат Верховного Совета СССР 5-го и 6-го созывов.
Похоронен в Москве на Новодевичьем кладбище.

## Награды
- Орден Ленина,
- Орден Трудового Красного Знамени,
- Медаль «За оборону Москвы»,
- Медаль «За доблестный труд в Великой Отечественной войне 1941—1945 гг.»